# Casi leyendas
Casi leyendas es una película de comedia argentina-española de 2017. Está escrita y dirigida por Gabriel Nesci. La película está protagonizada por Diego Peretti, Diego Torres y Santiago Segura. Se estrenó el 16 de marzo de 2017 Argentina y el 5 de mayo en España. Además, está prevista su llegada en más de 45 países.

## Sinopsis
Axel Tolosa (Santiago Segura) un español con síndrome de Asperger, decide emprender la búsqueda de sus excompañeros en Buenos Aires. Hace 25 años formaron un grupo musical llamado Auto-Reverse, que estuvo a punto de ser famoso pero, por misteriosas razones, nunca lo logró. Ahora Axel va a tener que reencontrarse con Javier Eduardo Mariani (Diego Peretti) un profesor que no logra comunicarse con su hijo adolescente y Lucas Ferraro (Diego Torres) un presumido y mujeriego abogado que pierde su trabajo de un día para el otro. Los espera un doble desafío: ser la banda que siempre soñaron y de paso, intentar solucionar sus desastrosas vidas.

## Reparto
- Diego Peretti como Javier Eduardo Mariani.
  - Cristian Arias como Javier joven.
- Diego Torres como Lucas Ferraro.
  - Diego Schmukler como Lucas joven.
- Santiago Segura como Axel Tolosa.
  - Federico Giacomantone como Axel joven.
- Florencia Bertotti como Sol.
  - Máxima Tellado como Sol joven.
- Claudia Fontán como Abril.
  - Valentina Frione como Abril joven.
- Julieta Cardinali como Ana.
- Carlos Portaluppi como Eduardo.
- Paula Sartor como Paula.
- Benjamín Alfonso como Dani.
- Arturo Bonín como Suegro de Javier.
- Elvira Villarino como Suegra de Javier.
- Rafael Spregelburd como Policía.
- Hugo Silva como Miembro de Seguridad.
- Mirta Bogdasarián como Mediadora.
- Agustina Lecouna como Abogada Ríos.
- Fernán Mirás como Fiscal.
- CAE como el mismo.
- Leandro Juárez como Tomás Mariani.
- Uma Salduende como Ailín.
- Valentina Frione como Juli.
- Eugenia Alonso como Rectora Mariana.
- Iñaki Moreno como Enfermero.
- Ignacio Toselli como Productor
- Bebe Sanzo como Radio host.

## Recepción

### Crítica
Según el sitio Todas Las Críticas, la película tiene una aprobación del 100% con un puntaje promedio de 74/100 basado en 5 críticas. Matías González del portal Escribiendo Cine escribe al respecto: "Es una película que demuestra la gran labor de su director (...) quien reúne todos los elementos para sobresalir en la comedia nacional". Además alaba el reparto de la cinta al cual cataloga como "actuaciones magníficas". Desde el portal Cuatro Bastardos la calificación es de 8/10. La crítica hace hincapié en las actuaciones de los protagonistas diciendo: "el trío protagónico conformado por Peretti, Torres y Segura es increíble y se nota una gran química desde el comienzo", pero agrega además que el personaje de Santiago Segura es el que más destaca del resto "el actor ibérico está tan enamorado de nuestras tierras como nosotros de él y caímos rendidos a sus pies y a su actuación (...)".
Desde el sitio A Sala Llena, la calificación también es de 8/10 y describe a la película como una "cálida historia" alabando la dirección de Nesci. Además hace mención del "gran elenco que entrega muy buenas interpretaciones", "una gran banda sonora" con canciones escritas por el propio director y un "agradable y sensible guion con mucha sátira que genera sonrisas tiernas, cómplices y afables a través de divertidos diálogos".

### Comercial
La película se estrenó en Argentina con un estimado de 200 copias aproximadamente. En su recorrido comercial la vieron 162.561 espectadores convirtiéndose en una de las películas más vistas del primer cuatrimestre.

## Premios y nominaciones

### Premios Sur
Dichos premios serán entregados por la Academia de las Artes y Ciencias Cinematográficas de la Argentina en marzo de 2018.
| Año  | Categoría    | Candidato     | Resultado |
| ---- | ------------ | ------------- | --------- |
| 2017 | Mejor música | Gabriel Nesci | Nominada  |

### Premios Cóndor de Plata
Dichos premios serán entregados por la Asociación de Cronistas Cinematográficos de la Argentina en 2018.
| Año  | Categoría                      | Candidato                      | Resultado |
| ---- | ------------------------------ | ------------------------------ | --------- |
| 2018 | Mejor banda de sonido original | Gabriel Nesci Juan Pablo Adamo | Nominada  |